# نصف‌النهار ۶۵ درجه غربی
نصف‌النهار ۶۵ درجه غربی ۶۵مین نصف‌النهار غربی از گرینویچ است که از لحاظ زمانی ۴ساعت و ۲۰دقیقه با گرینویچ اختلاف زمانی دارد.
این نصف‌النهار از قطب شمال شروع و از مناطق زیر گذشته و به قطب جنوب ختم می‌شود.
- اقیانوس اطلس
- آمریکای لاتین
- کانادا